# استاری اوریه‌باش
استاری اوریه‌باش (انگلیسی: Stary Oryebash) یک شهرک در شهرستان کالتاسینسکی استان باشقیرستان کشور روسیه است.